# تيجرا

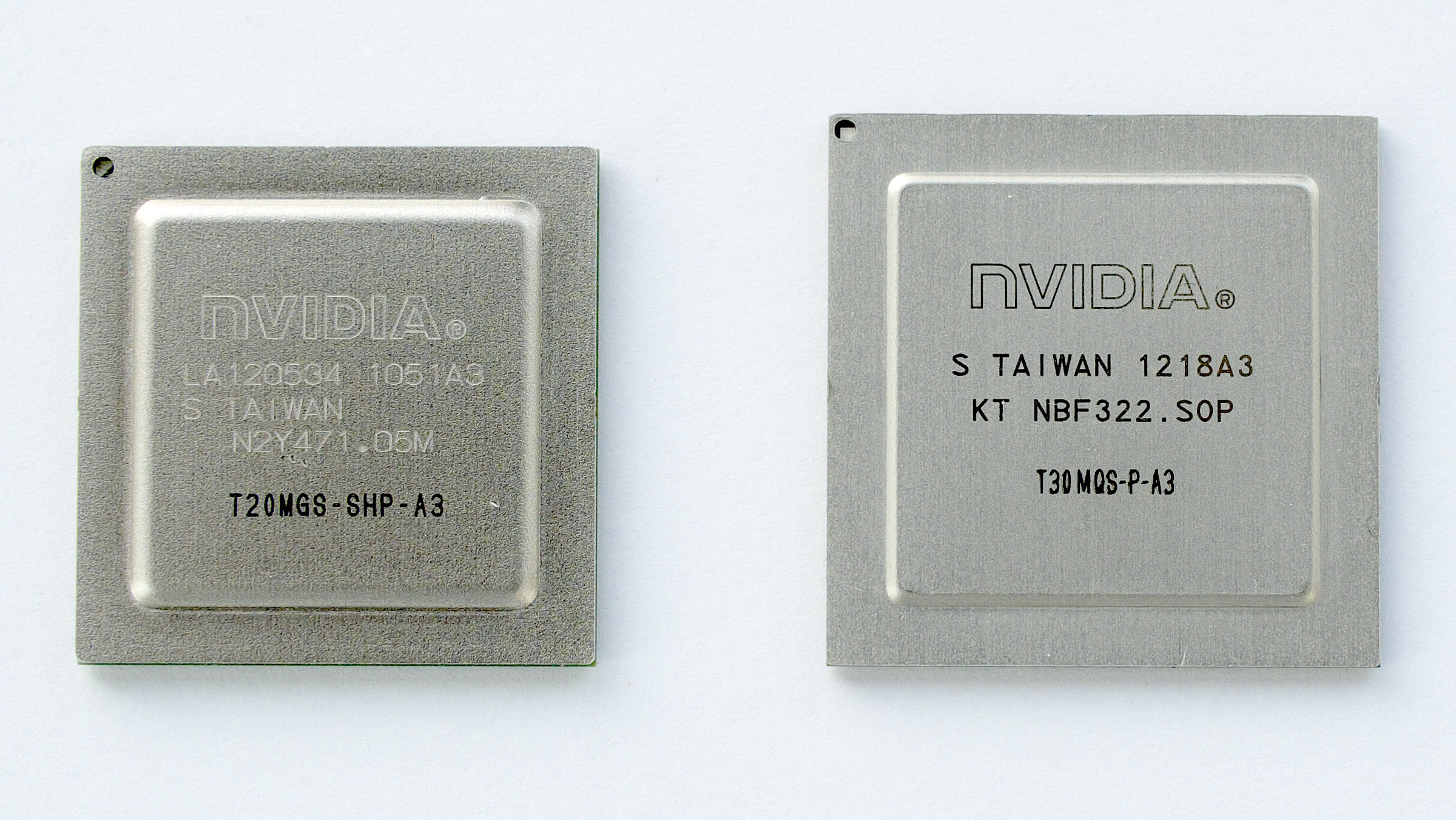
شريحة إنفيديا تي 20 (تيجرا 2) و إنفيديا تي 30 (تيجرا 3)

تيجرا أو إنفيديا تيجرا(بالإنجليزية: Nvidia Tegra)‏ هو نظام على رقاقة مُصنع من قِبل إنفيديا للأجهزة المحمولة مثل الهواتف الذكية والأجهزة اللوحية وأجهزة المساعدة الرقمية. التيجرا يدمج كل من: وحدة معالجة مركزية ببنية إيه آر إم، وحدة معالجة الرسوميات، الجسر الجنوبي، الجسر الشمالي (Northbridge (computing)) و وحدة تحكم الذاكرة (Memory controller) في شريحة واحدة. شرائح التيجرا الأولية صُممت كي تشغل الوسائط المتعددة بفعالية، في حين أن الإصدارات الحالية تُركز علي أداء الألعاب الألكترونية من غير التضحية بإستهلاك الطاقة.

## التاريخ
تم الإعلان عن تيجرا أي بي إكس 2500 في 12 فبراير 2008. تم الكشف عن خط إنتاج سلسلة تيجرا 600 في 2 يونيو 2008، وتم الإعلان بعد ذلك عن تيجرا أي بي إكس 2600 في فبراير 2009. شرائح التيجرا أي بي إكس صُممت خصيصاً للهواتف الذكية، في حين أن شرائح تيجرا 600 وتيجرا 650 صُممت من أجل السمارت بوك وأجهزة الإنترنت المحمولة.
أول جهاز استخدم شرائح تيجرا كان مشغل الوسائط زون إتش دي (Zune HD) من مايكروسوفت في سبتمبر 2009، تَبعه جهاز سامسونج إم 1. جهاز مايكروسوفت كين (Microsoft Kin) كان أول هاتف خلوي يستخدم تيجرا، على الرغم من أن الجهاز كان لا يحتوي على متجر للتطبيقات، لذلك لم توفر شرائح تيجرا تقدماً يُذكر للهاتف. في سبتمبر 2008 إنفيديا وبرمجيات أوبرا أعلنا أنهم ينتجون نسخة من أوبرا 9.5 مُحسنة خصيصاً لشرائح تيجرا علي ويندوز موبايل وويندوز سي إي. في ملتقى عالم الهاتف النقال 2009، قدمت إنفيديا نسختها من نظام أندرويد من جوجل العامل على شرائح تيجرا.
في 7 يناير 2010، أعلنت إنفيديا عن جيلها التالي من شرائح تيجرا، والمُسمي تيجرا 250، وذلك في معرض الإلكترونيات الاستهلاكية لعام 2010. إنفيديا تدعم بالدرجة الأولى نظام الأندرويد على تيجرا 2 (اختصاراً لـ تيجرا 250)، لكن يمكن تشغيل الأنظمة المستندة على معمارية إي آر إم على الأجهزة التي يمكن الوصول لمنطقة الإقلاع فيها، الدعم لتوزيعة لينكس/جنو أوبونتو تم الإعلان عنه على منتدى المطورين في إنفيديا.

## تيجرا 2
وهو معالج ثنائي النواة بتردد 1-1.2 جيجا هرتز بمعمارية ARM-A9 بتقنية 40 نانومتر.

## تيجرا 3
وهو أحدث معالجات هذه السلسلة لعام 2012 حيث يتكون من أربعة أنوية بتردد 1.5 جيجاهرتز بنفس معمارية تيجرا 2 وبتقنية 40 نانومتر أيضاً.

## تيجرا 4
موعد صدوره هو 2013 ،وقد تم تصميمه بدقة 28 نانومتر وهو أسرع بست مرات من الإصدار السابق.